# Фрідріх фон Крібель
Фрідріх Крібель, з 5 травня 1915 року — Ріттер фон Крібель (нім. Friedrich Ritter von Kriebel; 14 жовтня 1879, Новий Ульм — 3 грудня 1964, Ашау-ім-Кімгау) — німецький офіцер, генерал-майор вермахту. Кавалер лицарського хреста Військового ордена Максиміліана Йозефа. 

## Біографія
9 липня 1897 року вступив в Баварську армію. Учасник Першої світової війни. 9 квітня 1920 року звільнений у відставку, в тому ж році став цивільним співробітником Імперського військового міністерства, в 1926 році — рейхсверу. З 1 жовтня 1933 року — офіцер ландверу (з 5 березня 1935 року — служби комплектування) в командуванні 7-го військового округу. З 3 листопада 1938 року — в штабі інспекції поповнення Мюнхена. З 9 жовтня 1939 року — начальник штабу поповнення 8-го армійського корпусу. 1 лютого 1941 року відновлений на дійсній службі. 4 жовтня 1941 року відправлений в резерв фюрера. 31 грудня 1942 року звільнений у відставку.

## Звання
- Фенріх (9 липня 1897)
- Лейтенант (10 березня 1899)
- Оберлейтенант (26 жовтня 1909)
- Гауптман (1 жовтня 1913)
- Майор (29 червня 1917)
- Оберстлейтенант у відставці (16 січня 1934)
- Оберст у відставці (15 травня 1934)
- Оберст служби комплектування (5 березня 1935)
- Генерал-майор (1 лютого 1940)

## Нагороди
- Залізний хрест 2-го і 1-го класу
- Військовий орден Максиміліана Йозефа, лицарський хрест (5 березня 1915)
- Почесний хрест ветерана війни з мечами
- Медаль «За вислугу років у Вермахті» 4-го, 3-го, 2-го і 1-го класу (12 років)